# Christian Gottlieb Reichard

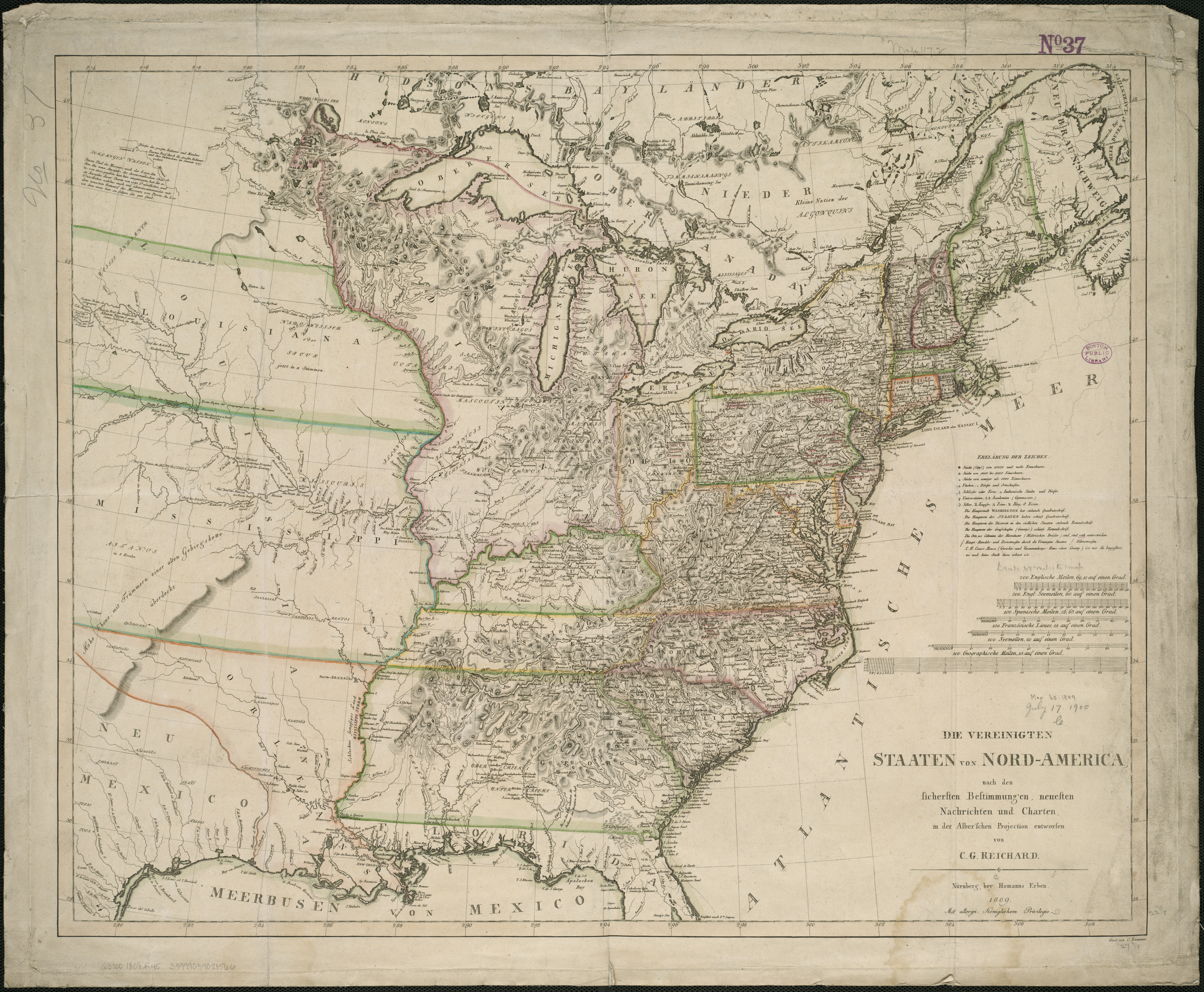
Reichards Die Vereinigten Staaten von Nord-America von 1809

Christian Gottlieb Reichard (* 26. Juni 1758 in Schleiz; † 11. September 1837 in Lobenstein) war ein deutscher Kartograf.

## Leben
Reichard besuchte das Schleizer Gymnasium, studierte in Leipzig Rechtswissenschaften und wurde 1782 nach Lobenstein als Stadtschreiber berufen. Die feierliche Amtseinführung fand am 9. Januar 1783 statt und Reichard erhielt den Titel des Syndikus 1805.
Die städtischen Geschäfte scheinen Reichard nicht allzu sehr in Anspruch genommen zu haben, denn er konnte sich in seiner Freizeit intensiv mit Geographie, Geschichte und Musik beschäftigen, so dass er auf diesen Gebieten mehr Ruhm erwarb als durch seine berufliche Tätigkeit, die er trotz allem aber nicht vernachlässigte. Reichards Hauptinteresse galt der Geographie und Kartographie. Schon 1797 hatte er für den Unterricht seiner Söhne einen Globus konstruiert, der die Aufmerksamkeit des seinerzeit bedeutenden Mathematikers und Astronom von Zach, des Leiters der Sternwarte Seeberg bei Gotha, erregte. Zach gab zusammen mit dem Legationsrat Bertuch aus Weimar die „Allgemeinen geographischen Ephemeriden“ heraus, eine geographische Fachzeitschrift, an der Reichard von nun an mitarbeitete, von 1803 sogar als einer der Redakteure.
In der Folgezeit erarbeitete Reichard bedeutende Kartenwerke, die er mit äußerster Genauigkeit zeichnete und drucken ließ und die ihn weithin bekanntmachten. Er stand mit vielen Gelehrten seiner Zeit in regem Gedankenaustausch, so u. a. mit Alexander von Humboldt, der folgende anerkennenden Worte für ihn fand:
„Ein deutscher Gelehrter, der in seinem Leben nie einen größeren Fluß als die Saale gesehen, Christian Gottlieb Reichard, hat 25 Jahre vor den zünftigen Forschern die Wahrheit über den Lauf afrikanischer Flüsse entdeckt. Ich begreife nicht, weshalb Reichard in seinem kleinen Bergstädtchen des reußischen Oberlandes ein so gründlicher, tiefforschender Geographus hat werden können.“ Reichard war Mitherausgeber der Zeitschrift Allgemeine Geographische Ephemeriden.
Eine praktische Anwendung von Reichards geographischem und kartographischem Wissen und Können stellte eine „Feuerkarte“ dar, die auf seine Anweisung hin auf dem Alten Turm in Lobenstein aufgestellt wurde. Sie enthielt alle Orte im Umkreis von 5 Stunden, und mit Hilfe eines Diopters konnte man die Richtung des betroffenen Ortes, von wo ein Feuerschein zu erkennen war, leicht erklären.
Als 1805 Napoleon I. durch Lobenstein zog, wurde Reichard angeboten, als Ingenieurkartograph in die französische Armee einzutreten. Da er dieses Angebot jedoch nicht anzunehmen gedachte, empfing er die beiden Abgesandten Napoleons als bettlägeriger, schwerkranker Patient, so dass sie unverrichteter Dinge wieder abziehen mussten.

## Werke (Auswahl)
- Atlas Des Ganzen Erdkreises in der Central Projection (1803)[1]
- Charte von Nord America: nach den neuesten Bestimmungen und Entdeckungen. Weimar 1804.
- Die Vereinigten Staaten von Nord-America, nach den sichersten Bestimmungen, neuesten Nachrichten und Charten, in der Alber’schen Projection entworfen. Homanns Erben, Nürnberg 1809 – wahrscheinlich die älteste publizierte Karte mit Albers-Kegelprojektion
- Orbis terrarum antiquus. (Atlas der antiken Welt, 1824)
- Weltkarte nach der Mercator-Projektion. (1825, vierteilig)
- Sammlung kleiner Schriften aus dem Gebiete der mathematischen und alten Geographie. Reichard, Güns 1836. (Digitalisat)